# Genola (Piemont)
Genola település Olaszországban, Piemont régióban, Cuneo megyében. Lakosainak száma 2572 fő (2023. január 1.). Genola Fossano és Savigliano községekkel határos.

## Népesség
A település lakossága az elmúlt években az alábbi módon változott:
| Lakosok száma | 2662 | 2650 | 2572 |
|               | 2017 | 2018 | 2023 |